# مهماز

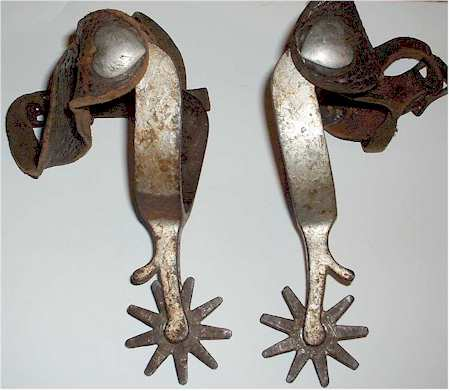
مهاميز لرعاة البقر في الغرب الأمريكي

المِهْماز هو قطعة حديد تكون في عقب الراكب، ينخس بها بطن الدابة حتى تسرع في المشي.
الشكل الأقدم لمهماز الخيّال كان مُجهّزاً في الكعب بأداة مستدقة. في إنجلترا، فإن مهماز الشوكة يظهر على الختم الأول لهنري الثالث، لكن استعماله لم يكن عامّاً حتى القرن الرابع عشر. ومهاميز القرن الخامس عشر تظهر مع سيقان طويلة، لتصل خاصرة الحصان تحت السرج. بعد هذا الوقت، وحتى بداية الفترة الحديثة للثياب في فترة عودة الملكية في إنكلترا، حيث تأخذ العديد من الأشكال الفنية، بعض من هذه الأشكال بقي في المهاميز التي لبسها الفرسان المكسيكيين. 
المهاميز المذهبة كانت تعتبر شارة الفروسية، وفي الحالات النادرة للإهانة كان يتم قطعها من كعوب الفرسان بالسواطير. بعد معركة كورتراي في عام 1302، علق المنتصرون المهاميز الذهبية في كنائس كورترايك وماستريخت كتذكار على ما يزال يذكره الفلمنكيون باسم يوم المهاميز الذهبية Goudensporendag الذي انتصر فيه المشاة الفلمنك على الخيالة الفرنسيين. ولسبب آخر، سمى الإنجليز هزيمة الفرنسيين قرب ثيروان في حرب تحالف كامبراي باسم معركة المهاميز.